# 북마케도니아의 유럽 연합 가입
북마케도니아의 유럽 연합 가입은 북마케도니아가 유럽 연합에 가입하는 것이나 그 과정을 가리키는 용어이다. 현재 북마케도니아는 유럽 연합 가입 후보국으로 등록된 상황이다.

## 설명
북마케도니아는 현재 유럽 연합(EU)에 가입하는 것을 적극적으로 추진 중이다. 2022년에 러시아의 우크라이나 침공을 계기로 북마케도니아는 유럽 연합으로의 가입을 추진했으며 많은 유럽의 국가들과 미국은 북마케도니아의 유럽 연합 가입을 적극적으로 환영하였다. 북마케도니아는 2004년 3월 24일에 유럽 연합 가입 신청서를 제출했으며 2020년 3월 24일에 유럽 연합 가입 신청서가 승인되었다. 북마케도니아의 유럽 연합 가입 신청서는 현재 심사가 모두 통과되었으며 쳅터까지 모두 완료되면 북마케도니아의 유럽 연합 가입은 최종적으로 승인되어 유럽 연합에 가입될 것으로 보인다. 그리스의 경우는 북마케도니아와 외교 관계가 좋지못한 관계로 반대하고 있으며 불가리아도 북마케도니아와 외교 관계가 좋지 못하여 그리스와 같이 반대했으나 러시아가 우크라이나를 침공한 2022년부턴 북마케도니아가 유럽 연합에 가입하는 것을 찬성하고 지지하기로 입장을 선회하였다.

## 같이 보기
- 북마케도니아
- 유럽 연합